# Club Social y Deportivo Urupan
El Club Social y Deportivo Urupan es un club polideportivo de la ciudad de Pando, en el Departamento de Canelones. Uruguay. Fue fundado el 30 de enero de 1924. Su sede y gimnasio se ubica en Wilson Ferreira Aldunate 1105.
En básquetbol actualmente juega en la Liga Uruguaya de Básquetbol (Primera División), tras obtener la Liga Uruguaya de Ascenso 2020.

## Historia

### Sus inicios
El Club Social y Deportivo Urupan se fundó el 30 de enero de 1924, en la ciudad de Pando. Se afilió a la FUBB en 1982.

### Ascenso a la LUB
Urupan logró un histórico ascenso, por lo que a partir de la temporada 2021-22 disputó la principal categoría del básquetbol uruguayo. 
El verde debutó con victoria en su primer encuentro, ante Capitol, con destacada actuación de Martín Trelles y Mateo Sarni.

## Palmarés en básquetbol

### Torneos nacionales
- Liga Uruguaya de Ascenso (1): 2020